# Giải Grammy lần thứ 58
Giải Grammy lần thứ 58 diễn ra vào thứ Hai, ngày 15 tháng 2 năm 2016 tại Trung tâm Staples ở Los Angeles, California. Lễ trao giải dành cho những bản thu, sáng tác và nghệ sĩ xuất sắc nhất trong năm, được phát hành từ ngày 1 tháng 10 năm 2014 tới 30 tháng 9 năm 2015. Lễ trao giải được tường thuật trực tiếp trên hệ thống CBS. Một buổi lễ trao giải "trước truyền hình", được biết đến với tên gọi chính thức là "Buổi lễ mở màn", nơi một số giải thưởng được trao, diễn ra tại Nhà hát Microsoft ngay cạnh Trung tâm Staples.
Đây là lần thứ 16 giải Grammy diễn ra tại Trung tâm Staples, vượt qua Shrine Auditorium ở Los Angeles để trở thành nơi tổ chức giải Grammy nhiều nhất. Lần này cũng là ngày giải Grammy diễn ra muộn nhất kể từ năm 2003, khi ấy được diễn ra vào 23 tháng 2. Giải Grammy lần này cũng đánh dấu lần đầu tiên giải được trao vào thứ Hai, sau một vài năm diễn ra vào Chủ nhật. Việc di chuyển này được cho là tạm thời do giải lần này rơi vào đúng cuối tuần ngày lễ của người Mỹ (15 tháng 2 là Ngày Tổng thống) và ban tổ chức quyết định chọn vào cuối tuần nghỉ dài này. Thêm vào đó, việc di chuyển này cũng để tránh việc phải cạnh tranh về tỉ lệ người xem từ bộ phim truyền hình kinh dị thành công của AMC The Walking Dead.
Các đề cử cho giải Grammy lần thứ 58 được công bố vào ngày 7 tháng 12 năm 2015.

## Giải thưởng và đề cử
Người chiến thắng sẽ xuất hiện đầu tiên và được đánh dấu bằng chữ In đậm.

### Hạng mục chung
Thu âm của năm
- "Uptown Funk" – Mark Ronson hợp tác với Bruno Mars
  - Jeff Bhasker, Bruno Mars & Mark Ronson, producers; Josh Blair, Serban Ghenea, Wayne Gordon, John Hanes, Inaam Haq, Boo Mitchell, Charles Moniz & Mark Ronson, engineers/mixers; Tom Coyne, mastering engineer
- "Really Love" – D'Angelo and the Vanguard
  - D'Angelo, producer; Russell Elevado & Ben Kane, engineers/mixers; Dave Collins, mastering engineer
- "Thinking Out Loud" – Ed Sheeran
  - Jake Gosling, producer; Jake Gosling, Mark 'Spike' Stent & Geoff Swan, engineers/mixers; Stuart Hawkes, mastering engineer
- "Blank Space" – Taylor Swift
  - Max Martin & Shellback, producers; Serban Ghenea, John Hanes, Sam Holland & Michael Ilbert, engineers/mixers; Tom Coyne, mastering engineer
- "Can't Feel My Face" – The Weeknd
  - Max Martin & Ali Payami, producers; Serban Ghenea, John Hanes & Sam Holland, engineers/mixers; Tom Coyne, mastering engineer

Album của năm
- 1989 – Taylor Swift
  - Jack Antonoff, Nathan Chapman, Imogen Heap, Max Martin, Mattman & Robin, Ali Payami, Shellback, Taylor Swift, Ryan Tedder & Noel Zancanella, producers; Jack Antonoff, Mattias Bylund, Smith Carlson, Nathan Chapman, Serban Ghenea, John Hanes, Imogen Heap, Sam Holland, Michael Ilbert, Brendan Morawski, Laura Sisk & Ryan Tedder, engineers/mixers; Tom Coyne, mastering engineer
- Sound & Color – Alabama Shakes
  - Alabama Shakes & Blake Mills, producers; Shawn Everett, engineer/mixer; Bob Ludwig, mastering engineer
- To Pimp a Butterfly – Kendrick Lamar
  - Bilal, George Clinton, James Fauntleroy, Ronald Isley, Rapsody, Snoop Dogg, Thundercat & Anna Wise, featured artists; Taz Arnold, Boi-1Da, Ronald Colson, Larrance Dopson, Flying Lotus, Fredrik "Tommy Black" Halldin, Knxwledge, Koz, Lovedragon, Terrace Martin, Rahki, Sounwave, Tae Beast, Thundercat, Whoarei & Pharrell Williams, producers; Derek "Mixedbyali" Ali, Thomas Burns, James "The White Black Man" Hunt, 9th Wonder & Matt Schaeffer, engineers/mixers; Mike Bozzi, mastering engineer
- Traveller – Chris Stapleton
  - Dave Cobb & Chris Stapleton, producers; Vance Powell, engineer/mixer; Pete Lyman, mastering engineer
- Beauty Behind the Madness – The Weeknd
  - Lana Del Rey, Labrinth & Ed Sheeran, featured artists; Dannyboystyles, Ben Diehl, Labrinth, Mano, Max Martin, Stephan Moccio, Carlo Montagnese, Ali Payami, The Pope, Jason Quenneville, Peter Svensson, Abel Tesfaye & Kanye West, producers; Jay Paul Bicknell, Mattias Bylund, Serban Ghenea, Noah Goldstein, John Hanes, Sam Holland, Jean Marie Horvat, Carlo Montagnese, Jason Quenneville & Dave Reitzas, engineers/mixers; Tom Coyne & Dave Kutch, mastering engineers

Bài hát của năm
- "Thinking Out Loud"
  - Ed Sheeran & Amy Wadge, songwriters (Ed Sheeran)
- "Alright"
  - Kendrick Duckworth, Mark Anthony Spears & Pharrell Williams, songwriters (Kendrick Lamar)
- "Blank Space"
  - Max Martin, Shellback & Taylor Swift, songwriters (Taylor Swift)
- "Girl Crush"
  - Hillary Lindsey, Lori McKenna & Liz Rose, songwriters (Little Big Town)
- "See You Again"
  - Andrew Cedar, Justin Franks, Charles Puth & Cameron Thomaz, songwriters (Wiz Khalifa hợp tác với Charlie Puth)

Nghệ sĩ mới xuất sắc nhất
- Meghan Trainor
- Courtney Barnett
- James Bay
- Sam Hunt
- Tori Kelly

### Pop
Trình diễn đơn ca pop xuất sắc nhất
- "Thinking Out Loud" – Ed Sheeran
- "Heartbeat Song" – Kelly Clarkson
- "Love Me Like You Do" – Ellie Goulding
- "Blank Space" – Taylor Swift
- "Can't Feel My Face" – The Weeknd

Trình diễn đôi/nhóm pop xuất sắc nhất
- "Uptown Funk" – Mark Ronson hợp tác với Bruno Mars
- "Ship to Wreck" – Florence + The Machine
- "Sugar" – Maroon 5
- "Bad Blood" – Taylor Swift hợp tác với Kendrick Lamar
- "See You Again" – Wiz Khalifa hợp tác với Charlie Puth

Album giọng pop xuất sắc nhất
- 1989 – Taylor Swift
- Piece By Piece – Kelly Clarkson
- How Big, How Blue, How Beautiful – Florence + The Machine
- Uptown Special – Mark Ronson
- Before This World – James Taylor

Album giọng pop truyền thống xuất sắc nhất
- The Silver Lining: The Songs of Jerome Kern – Tony Bennett & Bill Charlap
- Shadows In The Night – Bob Dylan
- Stages – Josh Groban
- No One Ever Tells You – Seth MacFarlane
- My Dream Duets – Barry Manilow (& Various Artists)

### Nhạc điện tử/dance
Thu âm nhạc dance xuất sắc nhất
- "Where Are Ü Now" – Skrillex and Diplo với Justin Bieber
  - Sonny Moore & Thomas Pentz, producers; Sonny Moore & Thomas Pentz, mixers
- "We're All We Need" – Above & Beyond hợp tác với Zoë Johnston
  - Andrew Bayer, Jono Grant, Tony McGuinness & Paavo Siljamäki, producers; Jono Grant, Tony McGuinness & Paavo Siljamäki, mixers
- "Go" – The Chemical Brothers hợp tác với Q-Tip
  - Tom Rowlands & Ed Simons, producers; Steve Dub Jones & Tom Rowlands, mixers
- "Never Catch Me" – Flying Lotus hợp tác với Kendrick Lamar
  - Steven Ellison, producer; Kevin Marques Moo, mixer
- "Runaway (U & I)" – Galantis
  - Linus Eklöw, Christian Karlsson & Svidden, producers; Linus Eklöw, Niklas Flyckt & Christian Karlsson, mixers

Album nhạc điện tử/dance xuất sắc nhất
- Skrillex and Diplo Present Jack Ü – Skrillex and Diplo
- Our Love – Caribou
- Born in the Echoes – The Chemical Brothers
- Caracal – Disclosure
- In Colour – Jamie xx

### Rock
Trình diễn Rock xuất sắc nhất
- "Don't Wanna Fight" – Alabama Shakes
- "What Kind of Man" – Florence + The Machine
- "Something From Nothing" – Foo Fighters
- "Ex's & Oh's" – Elle King
- "Moaning Lisa Smile" – Wolf Alice

Bài hát Rock hay nhất
- "Don't Wanna Fight"
  - Alabama Shakes, songwriters (Alabama Shakes)
- "Ex's & Oh's"
  - Dave Bassett & Elle King, songwriters (Elle King)
- "Hold Back the River"
  - Iain Archer & James Bay, songwriters (James Bay)
- "Lydia"
  - Richard Meyer, Ryan Meyer & Johnny Stevens, songwriters (Highly Suspect)
- "What Kind of Man"
  - John Hill, Tom Hull & Florence Welch, songwriters (Florence + The Machine)

Album Rock xuất sắc nhất
- Drones – Muse
- Chaos and the Calm – James Bay
- Kintsugi – Death Cab for Cutie
- Mister Asylum – Highly Suspect
- .5: The Gray Chapter – Slipknot

Trình diễn Metal xuất sắc nhất
- "Cirice" – Ghost
- "Identity" – August Burns Red
- "512" – Lamb of God
- "Thank You" – Sevendust
- "Custer" – Slipknot

### Alternative
Album Alternative xuất sắc nhất
- Sound & Color – Alabama Shakes
- Vulnicura – Björk
- The Waterfall – My Morning Jacket
- Currents – Tame Impala
- Star Wars – Wilco

### Rap
Trình diễn Rap xuất sắc nhất
- "Apparently" – J. Cole
- "Back to Back" – Drake
- "Trap Queen" – Fetty Wap
- "Alright" – Kendrick Lamar
- "Truffle Butter" – Nicki Minaj hợp tác với Drake & Lil Wayne
- "All Day" – Kanye West hợp tác với Theophilus London, Allan Kingdom & Paul McCartney

Hợp tác Rap/hát xuất sắc nhất
- "One Man Can Change The World" – Big Sean hợp tác với Kanye West & John Legend
- "Glory" – Common & John Legend
- "Classic Man" – Jidenna hợp tác với Roman GianArthur
- "These Walls" – Kendrick Lamar hợp tác với Bilal, Anna Wise & Thundercat
- "Only" – Nicki Minaj hợp tác với Drake, Lil Wayne & Chris Brown

Bài hát Rap xuất sắc nhất
- "All Day"
  - Ernest Brown, Tyler Bryant, Sean Combs, Mike Dean, Rennard East, Noah Goldstein, Malik Yusef Jones, Karim Kharbouch, Allan Kyariga, Kendrick Lamar, Paul McCartney, Victor Mensah, Charles Njapa, Che Pope, Patrick Reynolds, Allen Ritter, Kanye West, Mario Winans & Cydel Young, songwriters (Kanye West hợp tác với Theophilus London, Allan Kingdom & Paul McCartney)
- "Alright"
  - Kendrick Duckworth, Mark Anthony Spears & Pharrell Williams, songwriters (Kendrick Lamar)
- "Energy"
  - Richard Dorfmeister, A. Graham, Markus Kienzl, M. O'Brien, M. Samuels & Phillip Thomas, songwriters (Drake)
- "Glory"
  - Lonnie Lynn, Che Smith & John Stephens, songwriters (Common & John Legend)
- "Trap Queen"
  - Tony Fadd & Willie J. Maxwell, songwriters (Fetty Wap)

Album Rap xuất sắc nhất
- 2014 Forest Hills Drive – J. Cole
- Compton – Dr. Dre
- If You're Reading This It's Too Late – Drake
- To Pimp a Butterfly – Kendrick Lamar
- The Pinkprint – Nicki Minaj

### Nhạc đồng quê
Trình diễn đơn ca Nhạc đồng quê xuất sắc nhất
- "Burning House" – Cam
- "Traveler" – Chris Stapleton
- "Little Toy Guns" – Carrie Underwood
- "John Cougar, John Deere, John 3:16" – Keith Urban
- "Chances Are" – Lee Ann Womack

Trình diễn đôi/nhóm Nhạc đồng quê xuất sắc nhất
- "Stay a Little Longer" – Brothers Osborne
- "If I Needed You" – Joey + Rory
- "The Driver" – Charles Kelley hợp tác với Dierks Bently & Eric Paslay
- "Girl Crush" – Little Big Town
- "Lonely Tonight" – Blake Shelton hợp tác với Ashley Monroe

Bài hát Nhạc đồng quê hay nhất
- "Chances Are"
  - Hayes Carll, songwriters (Lee Ann Womack)
- "Diamond Rings and Old Barstools"
  - Barry Dean, Luke Laird & Jonathan Singleton, songwriters (Tim McGraw)
- "Girl Crush"
  - Hillary Lindsey, Lori McKenna & Liz Rose, songwriters (Little Big Town)
- "Hold My Hand"
  - Brandy Clark & Mark Stephen Jones, songwriters (Brandy Clark)
- "Traveller"
  - Chris Stapleton, songwriter (Chris Stapleton)

### Video/Phim ca nhạc
Video ca nhạc xuất sắc nhất
- "Bad Blood" – Taylor Swift hợp tác với Kendrick Lamar
  - Joseph Kahn, video director; Ron Morhoff, video producer
- "LSD" – ASAP Rocky
  - Dexter Navy, video director; Shin Nishigaki, video producer
- "I Feel Love (Every Million Miles)" – The Dead Weather
  - Cooper Roberts & Ian Schwartz, video directors; Candice Dragonas & Nathan Scherrer, video producers
- "Alright" – Kendrick Lamar
  - The Little Homies & Colin Tilley, video directors; Brandon Bonfiglio, Dave Free, Andrew Lerios & Luga Podesta, video producers
- "Freedom" – Pharrell Williams
  - Paul Hunter, video director; Candice Dragonas & Nathan Scherrer, video producers

## Nhiều đề cử
Mười một:
- Kendrick Lamar[4]

Bảy:
- Taylor Swift
- The Weeknd

Năm:
- Drake
- Florence and the Machine
- Max Martin
- Serban Ghenea[5]
- John Hanes[5]
- Tom Coyne[5]

Bốn:
- Alabama Shakes
- Chris Stapleton
- Ed Sheeran
- Kanye West

Ba:
- James Bay
- D'Angelo
- Diplo
- Nicki Minaj
- Charlie Puth
- Mark Ronson
- Shellback
- Pharrell Williams
- Wiz Khalifa

Hai:
- Kelly Clarkson
- Little Big Town
- Bruno Mars
- Slipknot
- Sam Hunt